# Hexatoma (Hexatoma) microcera
Hexatoma (Hexatoma) microcera is een tweevleugelige uit de familie steltmuggen (Limoniidae). De soort komt voor in het Nearctisch gebied.